# BKS Visła Proline Bydgoszcz

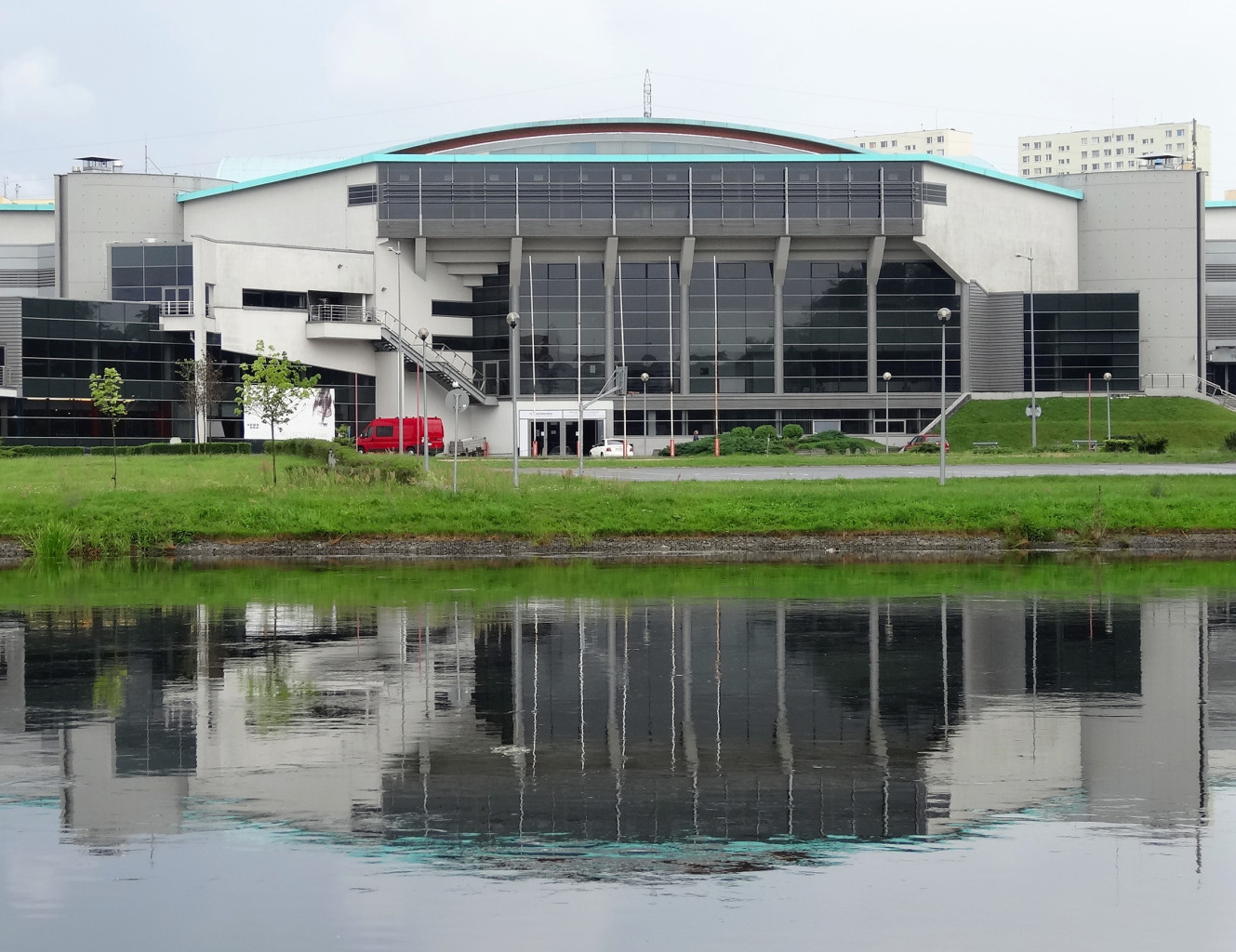
Hala Łuczniczka w której rozgrywają mecze siatkarze

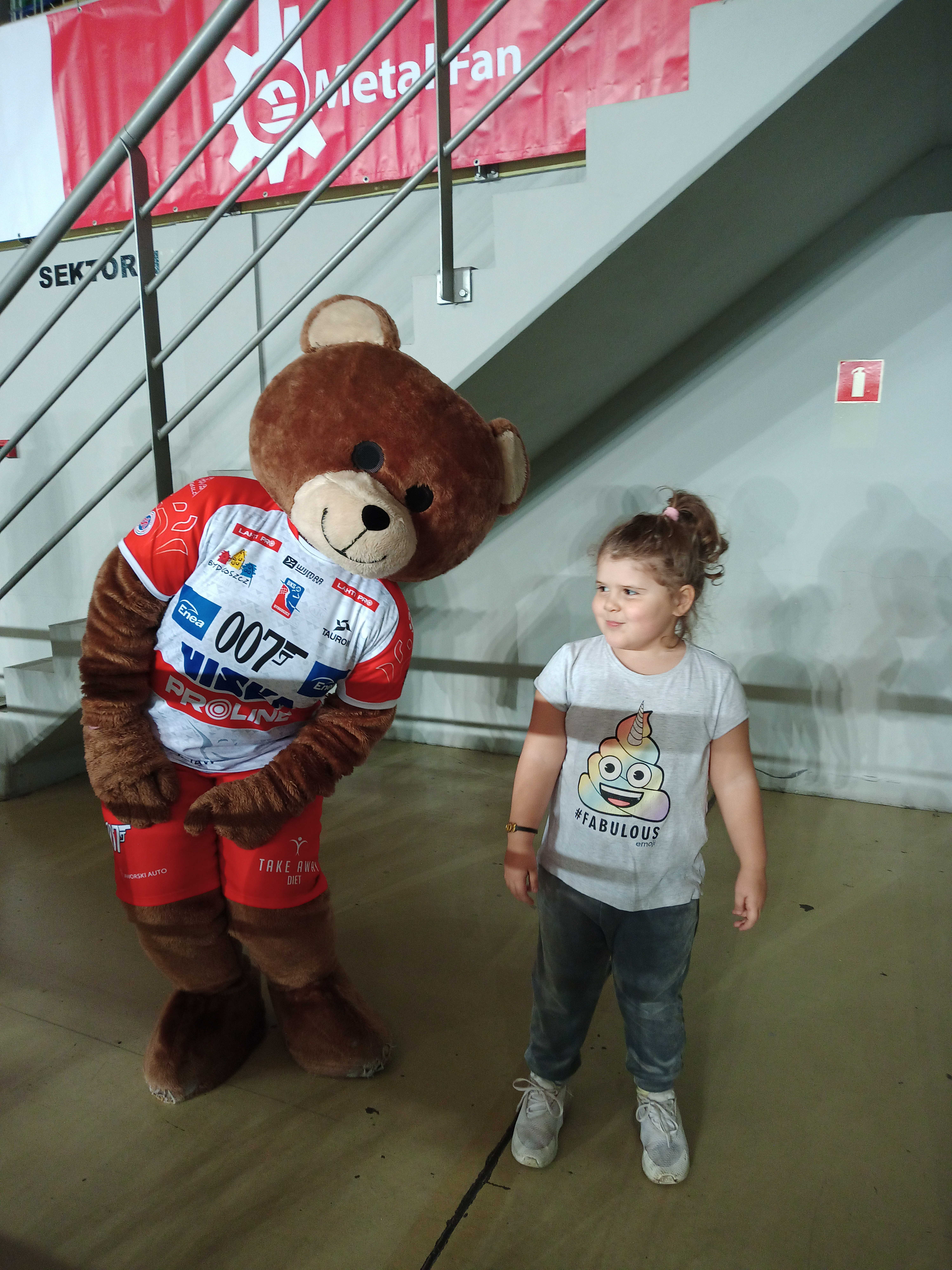
Maskotka klubu

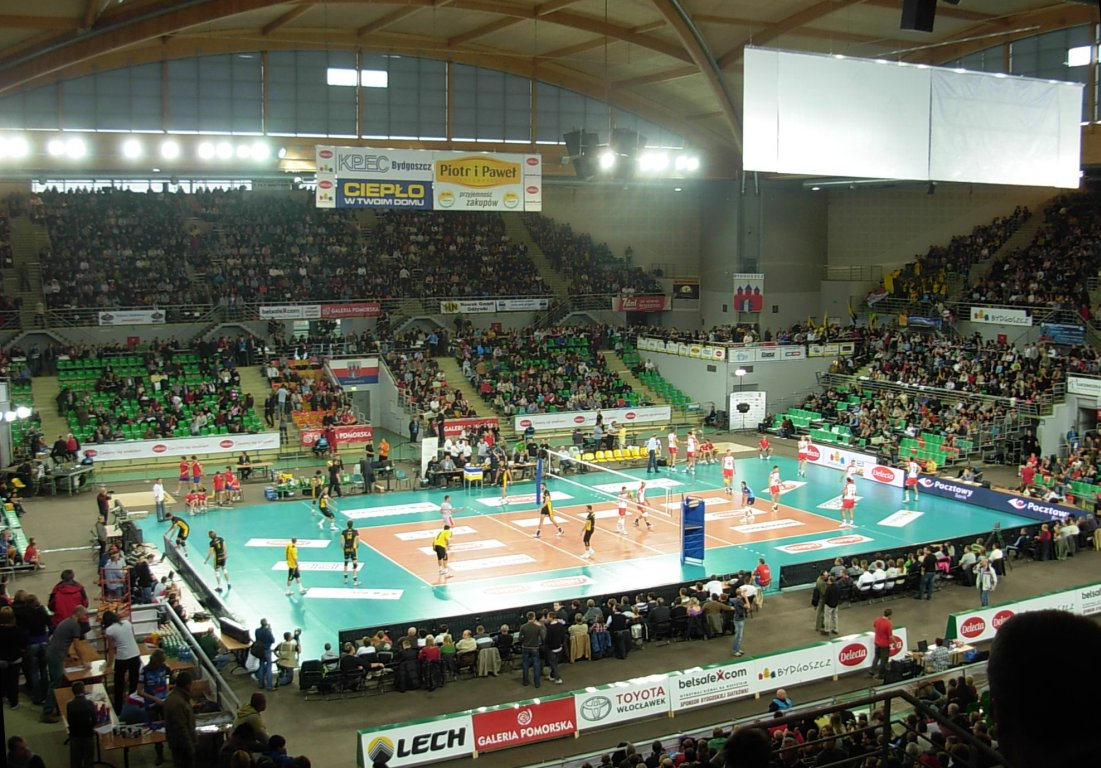
Mecz Delecta Bydgoszcz – Skra Bełchatów, 28.11.2009 r.

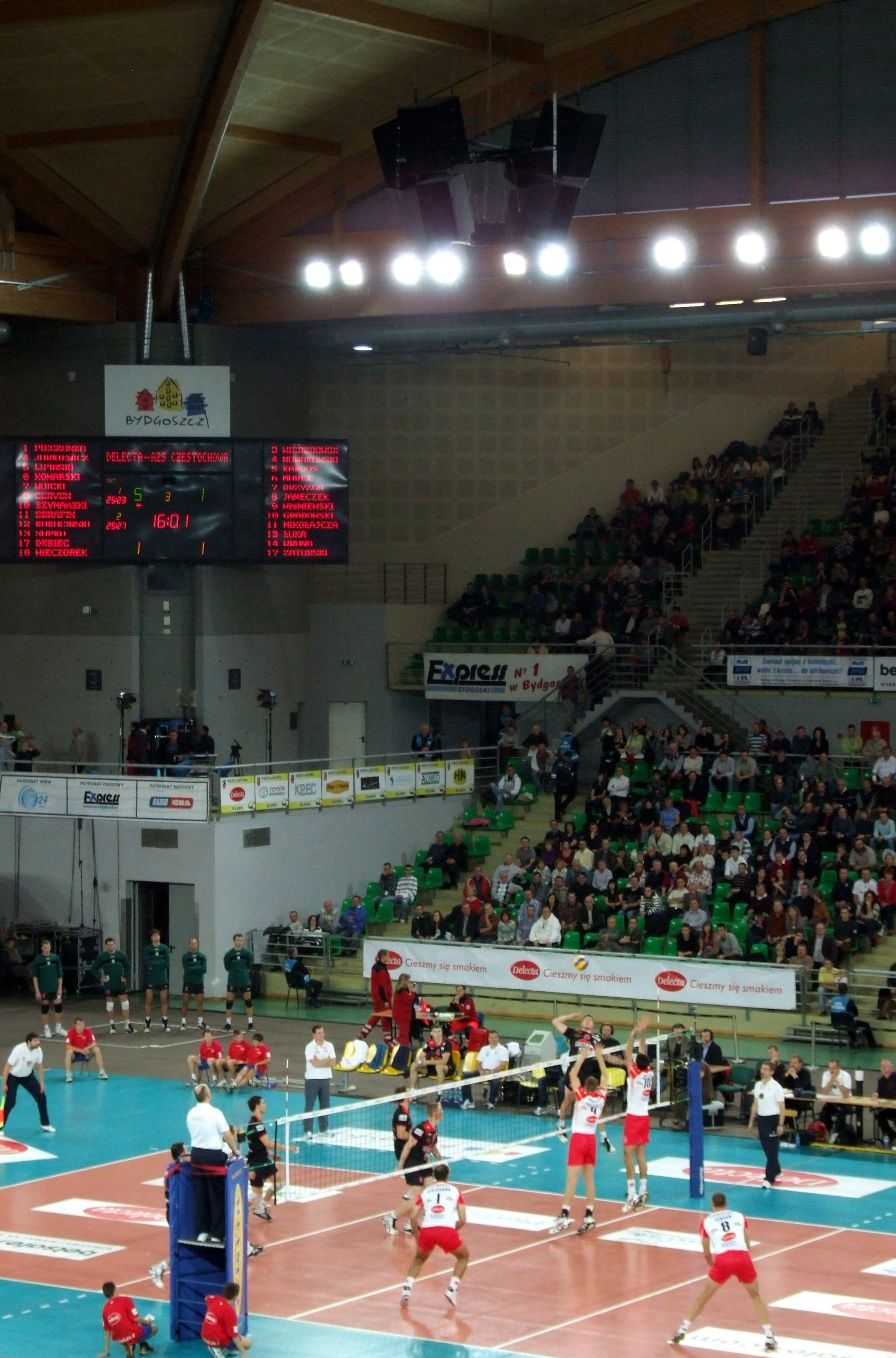
Mecz Delecta Bydgoszcz – AZS Częstochowa, 28.10.2009 r.

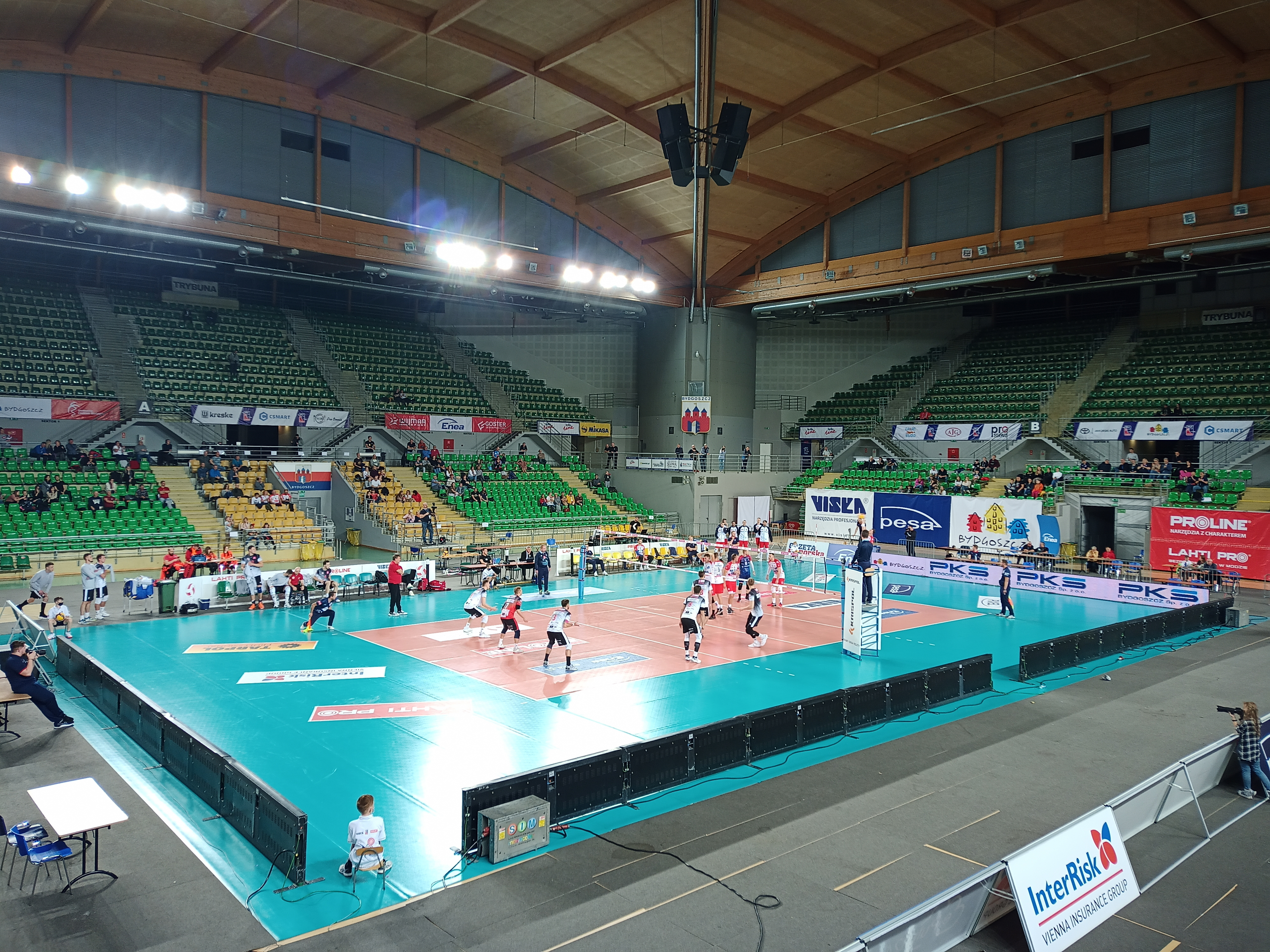
Mecz ligowy 5. kolejki I ligi 2021/2022 BKS Visła Bydgoszcz – KKS Mickiewicz Kluczbork, 16.10.2021

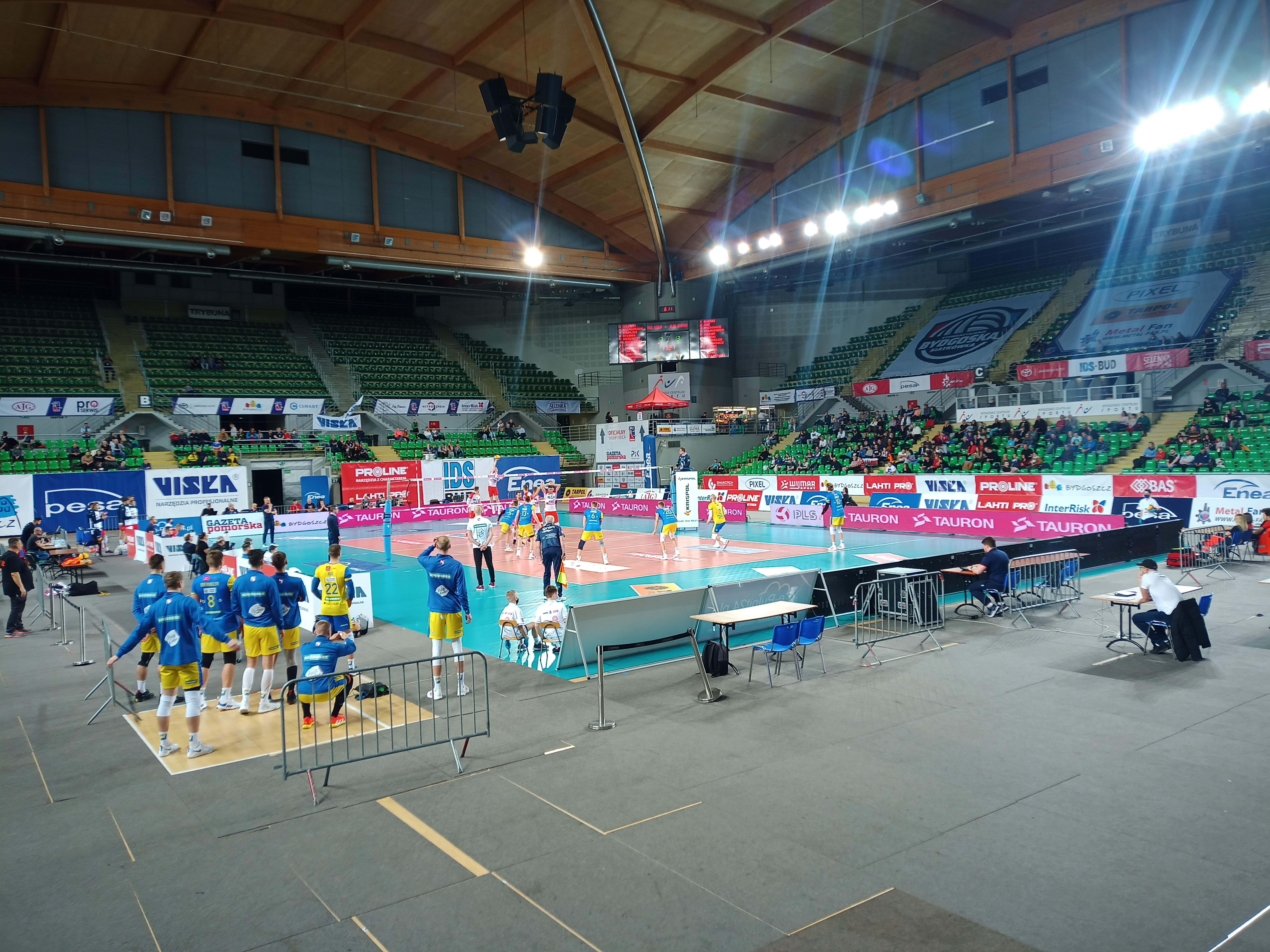
Mecz ligowy 8. kolejki I ligi 2021/2022 BKS Visła Bydgoszcz – Polski Cukier Avia Świdnik, 06.11.2021

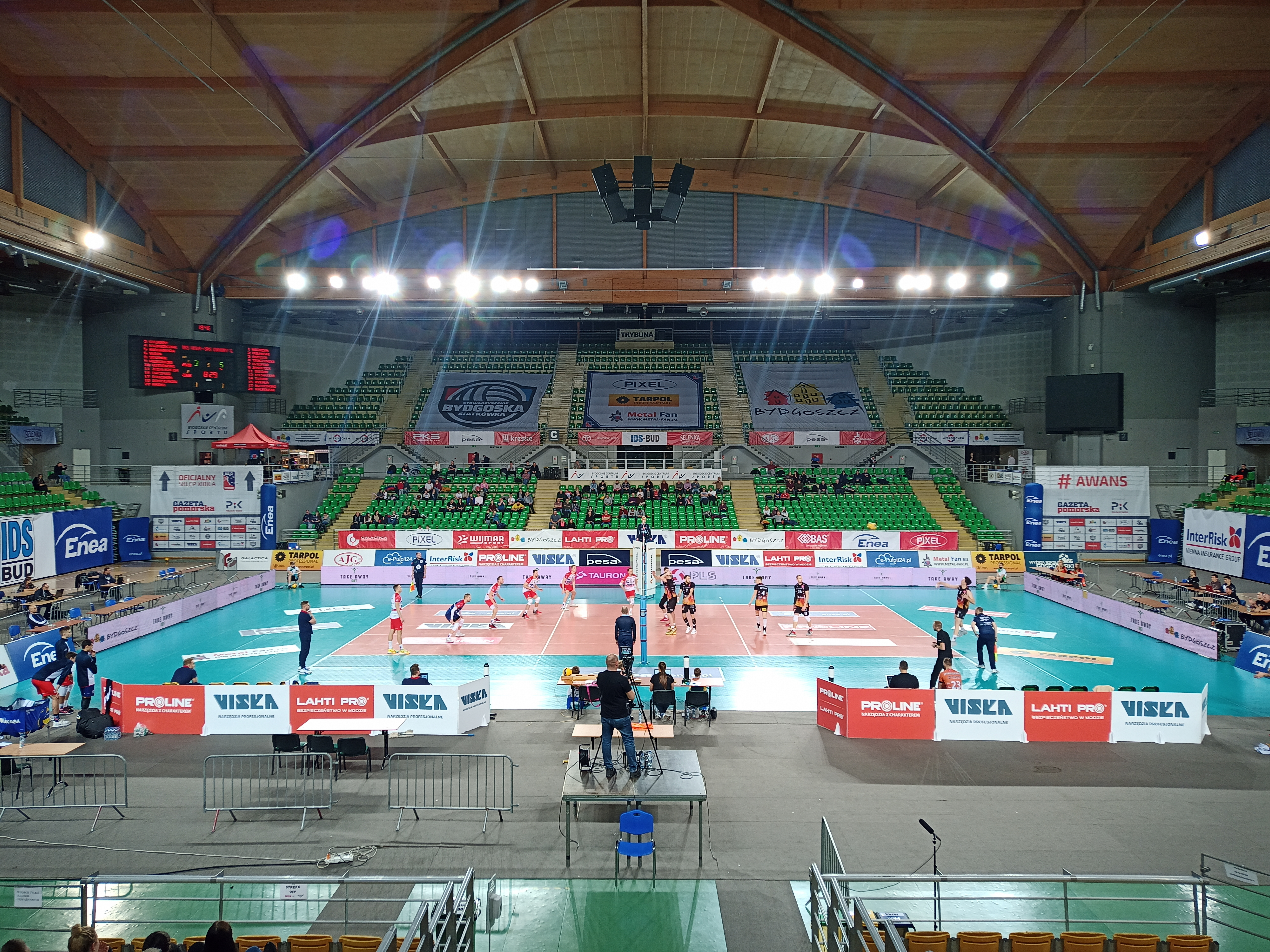
Mecz ligowy 11. kolejki I ligi 2021/2022 BKS Visła Bydgoszcz – Chrobry Głogów, 20.11.2021

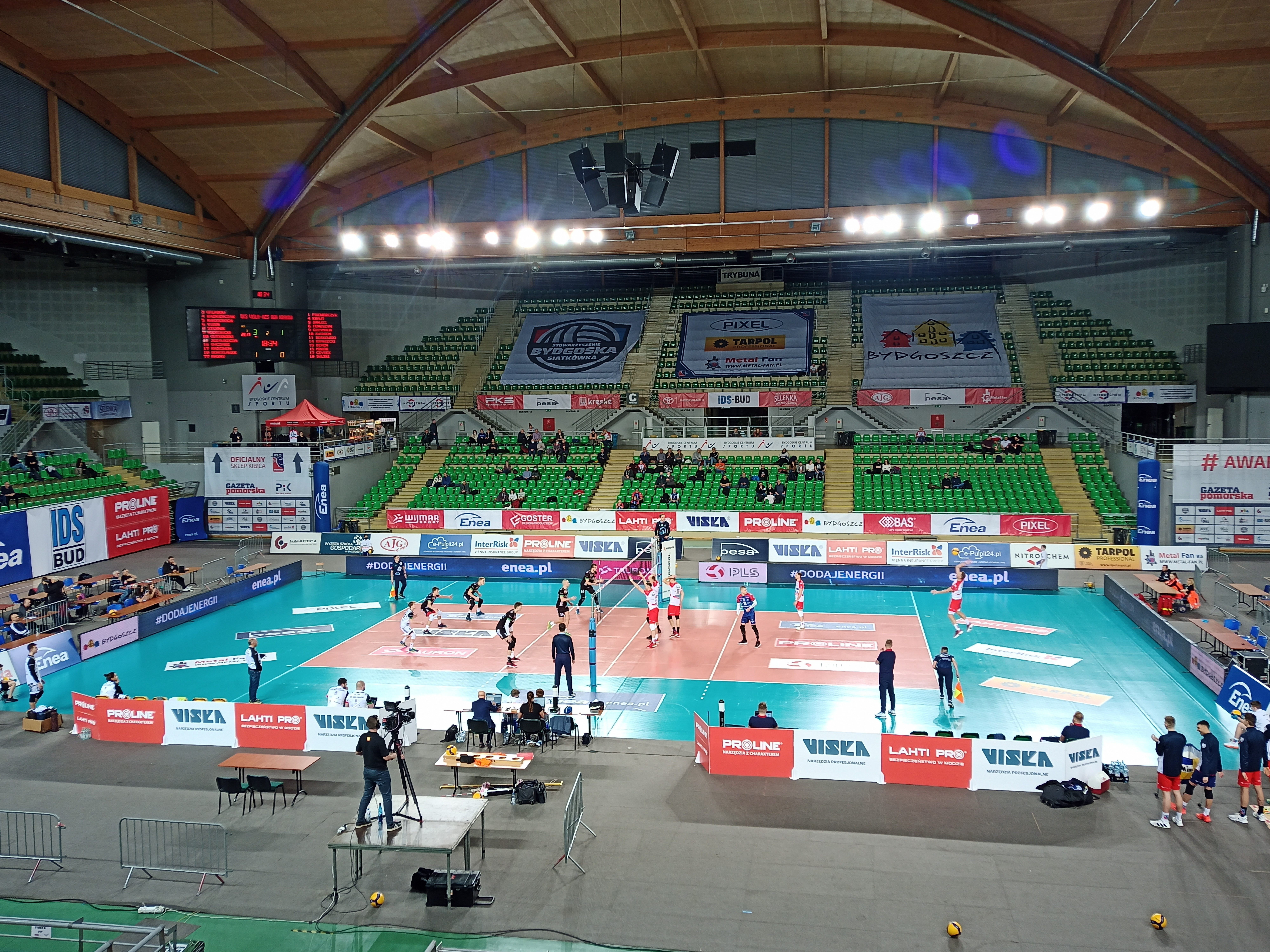
Mecz ligowy 13. kolejki I ligi 2021/2022 BKS Visła Bydgoszcz – AZS AGH Kraków, 02.12.2021

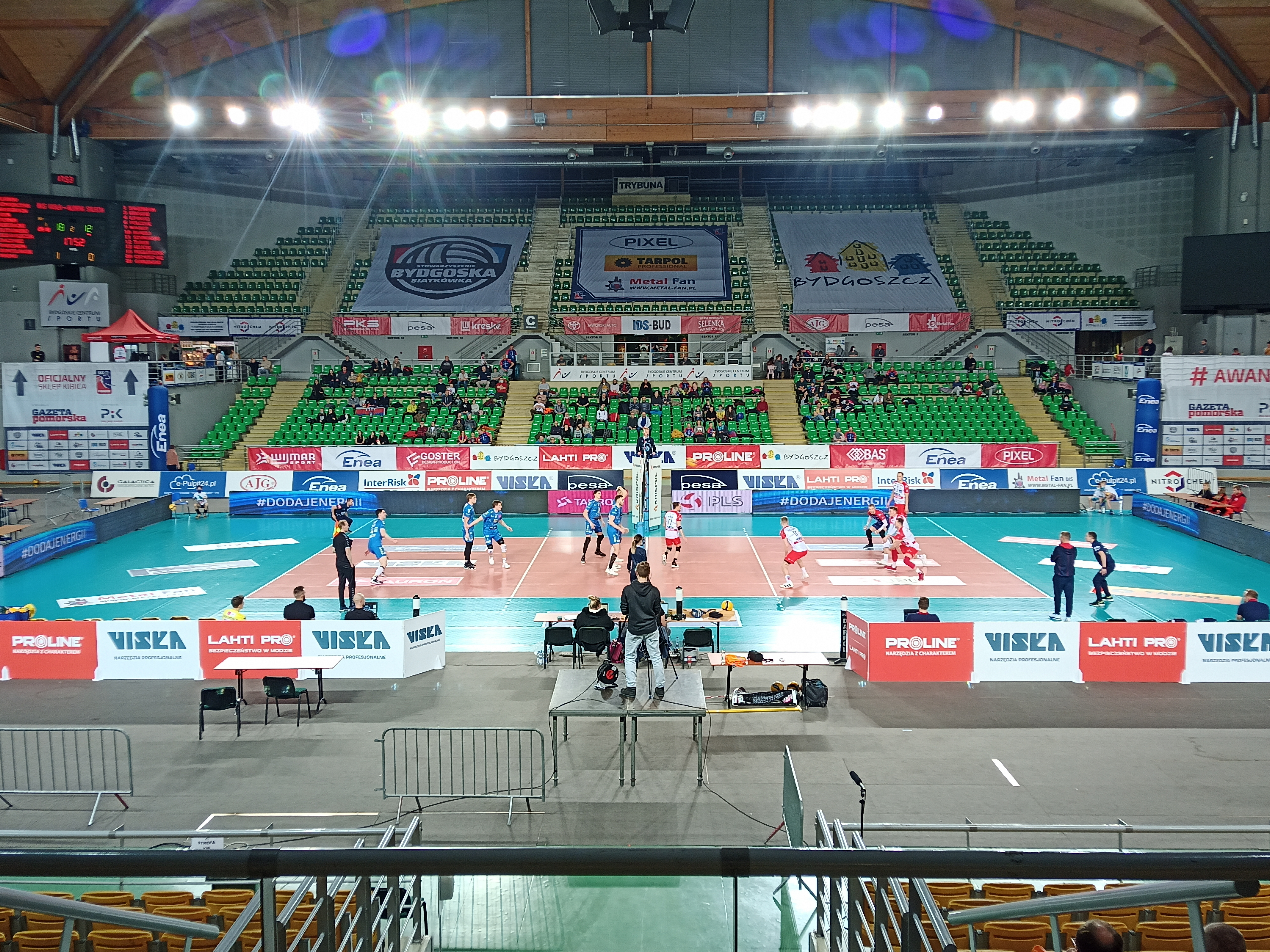
Mecz ligowy 15. kolejki I ligi 2021/2022 BKS Visła Bydgoszcz – Olimpia Sulęcin, 18.12.2021

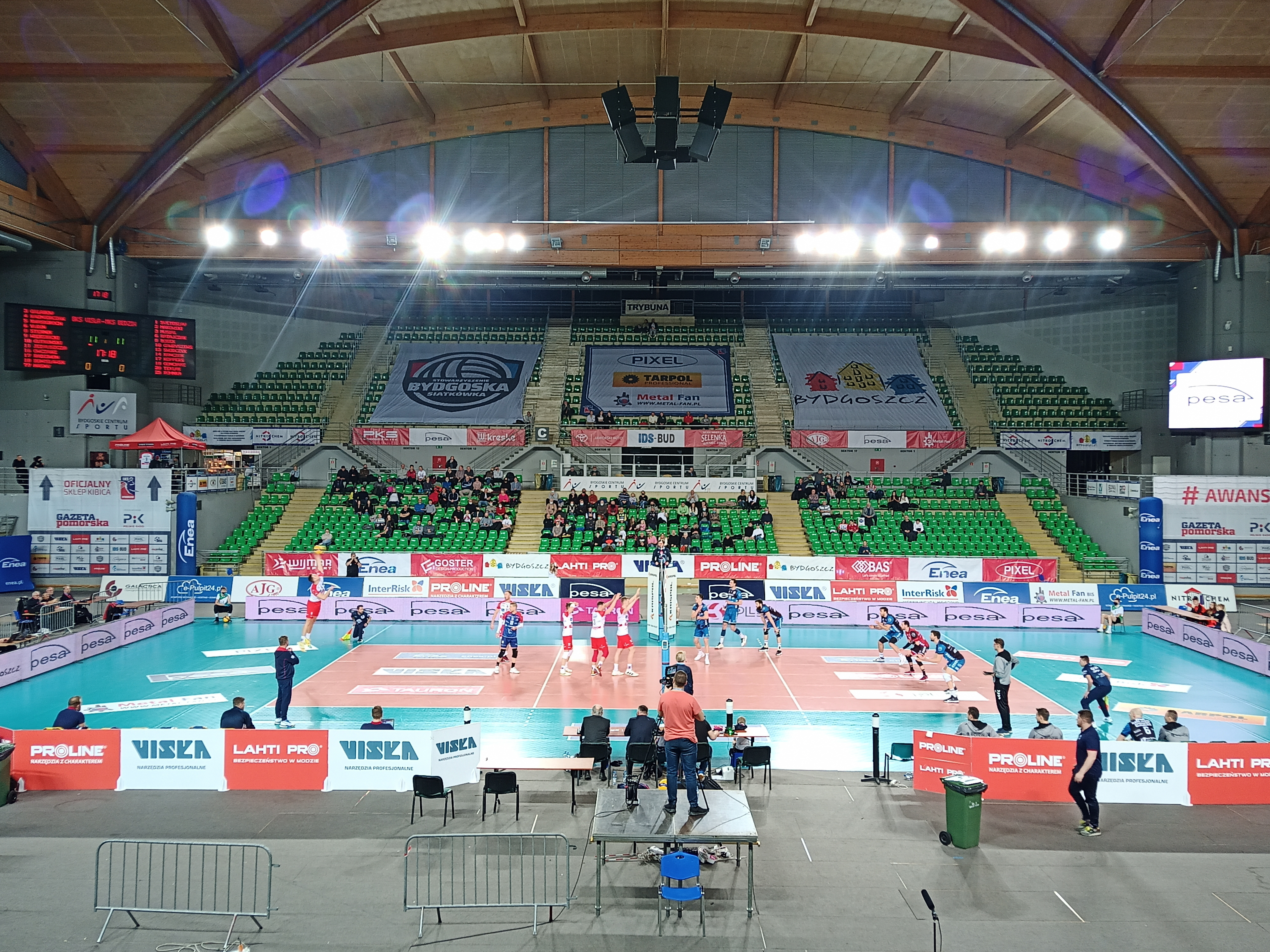
Mecz ligowy 17. kolejki I ligi 2021/2022 BKS Visła Bydgoszcz – MKS Będzin, 08.01.2022

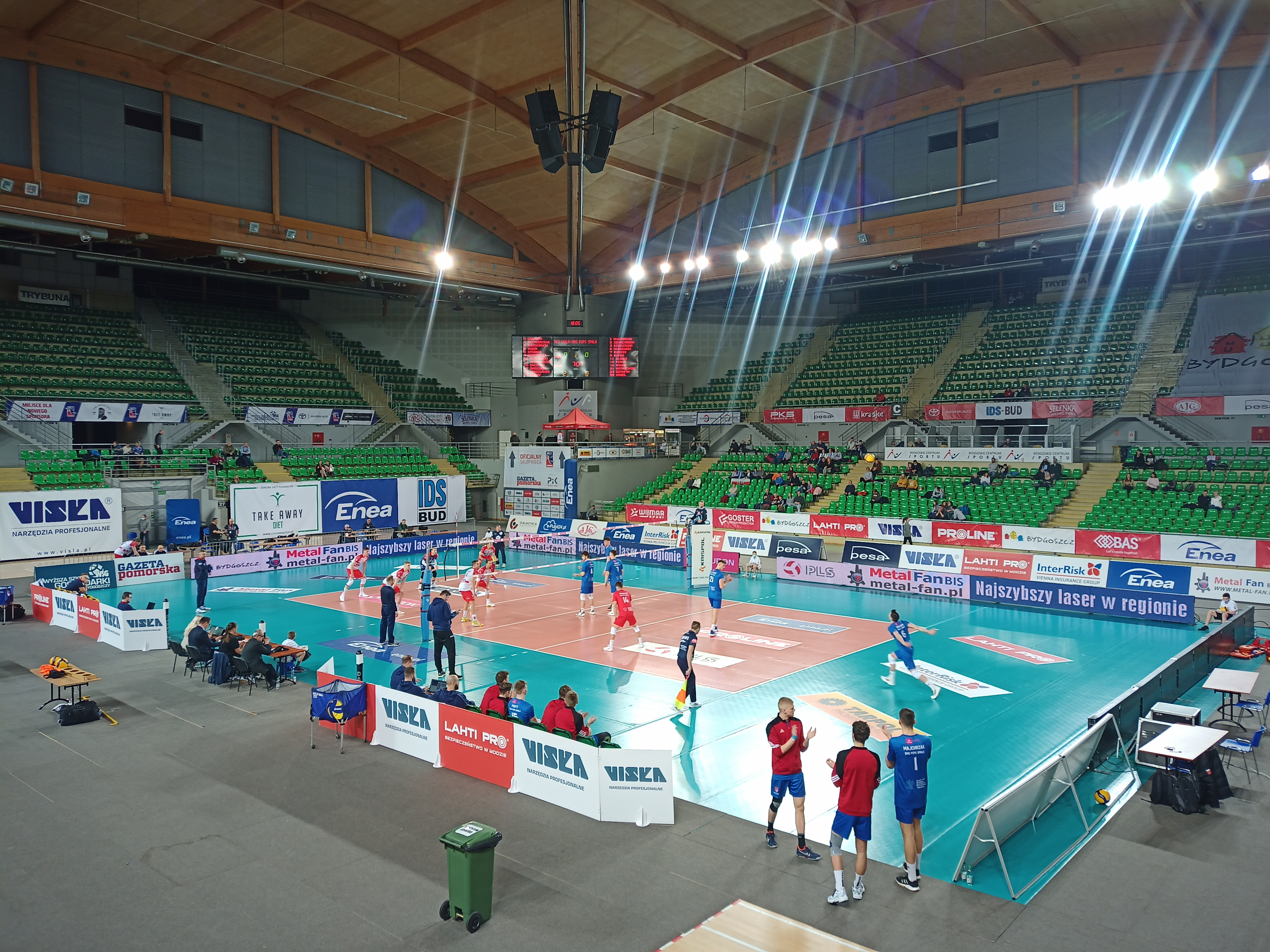
Mecz ligowy 19. kolejki I ligi 2021/2022 BKS Visła Bydgoszcz – SMS PZPS Spała, 22.01.2022

BKS Visła Proline Bydgoszcz – polski męski klub siatkarski z siedzibą w Bydgoszczy. Przez wiele lat funkcjonowała jako sekcja siatkarska BKS Chemik Bydgoszcz. Od lipca 2019 większościowym właścicielem Łuczniczki jest Stowarzyszenie Bydgoska Siatkówka. Od sezonu 2020/2021 zespół występuje w I lidze siatkówki mężczyzn.

## Historia
Chronologia nazw
- 1975: Bydgoski Klub Sportowy (BKS) Chemik Bydgoszcz
- 2004: BKS Delecta-Chemik Bydgoszcz
- 2006: BKSCh Delecta Bydgoszcz
- 2008: Delecta Bydgoszcz
- 2013: Transfer Bydgoszcz
- 2015: Łuczniczka Bydgoszcz
- 2018: Chemik Bydgoszcz
- 2019: BKS Visła Bydgoszcz
- 2021: BKS Visła Proline Bydgoszcz

Klub sportowy Chemik Bydgoszcz powstał w 1949 roku jako klub zakładowy Unia Łęgnowo. Sekcję siatkarską założono w 1956 roku, jednak po 5 latach (w 1961 roku) została rozwiązana. Reaktywowano ją w 1975 roku, tworząc dwa zespoły seniorskie i grupy młodzieżowe. W 1978 roku klub awansował do II ligi, jednak po dwóch sezonach ponownie spadł o klasę niżej. Drugi awans do II ligi nastąpił w 1987 roku. Bydgoski klub grał w niej przez jeden rok. W sezonie 1989/1990 klub kolejny raz uczestniczył w rozgrywkach II ligi, grając w niej do końca sezonu 1992/1993, kiedy to awansował do I ligi B. Nie utrzymał się w niej. Ponowny awans do zaplecza PLS-u nastąpił w 1999 roku. Sezon 2003/2004 zakończył na 4. miejscu, sezon 2004/2005 na 3. miejscu, a po barażach z Jokerem Piła w 2006 roku awansował do Polskiej Ligi Siatkówki pod nazwą BKS Delecta–Chemik Bydgoszcz. W najwyższej klasie rozgrywkowej zespół występował nieprzerwanie przez 14 sezonów (ostatnim był dotychczas sezon 2019/2020).
15 maja 2007 roku, po awansie do najwyższej klasy ligowej, klub przekształcił się w spółkę akcyjną, przyjmując nazwę Łuczniczka Bydgoszcz S.A. Powołanie spółki było wymogiem Polskiej Ligi Siatkówki. Udziałowcami zostali BKS Chemik i Miasto Bydgoszcz, które jest większościowym akcjonariuszem Spółki. W pierwszym swoim sezonie w PLS-ie klub występował pod nazwą BKS Delecta Chemik Bydgoszcz. Zadebiutował on meczem z Jastrzębskim Węglem, przegrywając 1:3 (19:25, 25:23, 20:25, 20:25).
W latach 2003–2013 sponsorem tytularnym zespołu była firma Rieber Foods Polska S.A., a w latach 2013–2015 Transfer System Montaży Finansowych sp. z o.o. Od 27 sierpnia 2015 roku drużyna występowała pod nazwą Łuczniczka Bydgoszcz, zaś przed sezonem 2018/2019 nastąpiła zmiana nazwy na Chemik Bydgoszcz. Z kolei od 12 września 2019 roku zespół nosił nazwę BKS Visła Bydgoszcz. Od 22 czerwca 2021 zespół nazywa się BKS Visła Proline Bydgoszcz.

## Sukcesy
I liga
- 2. miejsce (1x): 2006
- 3. miejsce (5x): 2005, 2021, 2022[8], 2023[9], 2024[10]

 Puchar Polski
- Półfinał (2x): 2010, 2013

 Puchar Challenge
- Półfinał (1x): 2013

## Bilans sezon po sezonie
| Sezon – rozgrywki          | Miejsce klubu | Puchar Polski | Uwagi                        |
| -------------------------- | ------------- | ------------- | ---------------------------- |
| 2003/2004 – I liga seria B | 4.            |               |                              |
| 2004/2005 – I liga seria B | 3.            |               |                              |
| 2005/2006 – I liga         | 2.            |               | awans do PLS                 |
| 2006/2007 – PLS            | 9.            |               |                              |
| 2007/2008 – PLS            | 10.           |               |                              |
| 2008/2009 – PlusLiga       | 7.            | Ćwierćfinał   |                              |
| 2009/2010 – PlusLiga       | 6.            | Półfinał      |                              |
| 2010/2011 – PlusLiga       | 6.            | Ćwierćfinał   |                              |
| 2011/2012 – PlusLiga       | 5.            | Ćwierćfinał   |                              |
| 2012/2013 – PlusLiga       | 4.            | Półfinał      | Puchar CEV, Puchar Challenge |
| 2013/2014 – PlusLiga       | 9.            | 1/8 finału    |                              |
| 2014/2015 – PlusLiga       | 5.            | Ćwierćfinał   |                              |
| 2015/2016 – PlusLiga       | 9.            |               |                              |
| 2016/2017 – PlusLiga       | 15.           |               |                              |
| 2017/2018 – PlusLiga       | 14.           |               |                              |
| 2018/2019 – PlusLiga       | 12.           |               |                              |
| 2019/2020 – PlusLiga       | 14.           |               | spadek do I ligi             |
| 2020/2021 – TAURON 1. Liga | 3.            | Ćwierćfinał   |                              |
| 2021/2022 – TAURON 1. Liga | 3.            | 1/16 finału   |                              |
| 2022/2023 – TAURON 1. Liga | 3.            |               |                              |
| 2023/2024 – TAURON 1. Liga | 3.            |               |                              |

## Kadra na sezon 2024/2025
- Trener:   Michal Masný
- II trener:  Adrian Pasierb
- Fizjoterapeuci:   Bartosz Serszeń
- Trener przygotowania fizycznego:  Tomasz Stasiak
- Statystyk:   Adrian Pasierb

| Nr | Imię i nazwisko      | Data ur.   | Wzrost | Pozycja      |
| -- | -------------------- | ---------- | ------ | ------------ |
| 2  | Adrian Kacperkiewicz | 27.04.1998 | 193    | przyjmujący  |
| 3  | Maciej Krysiak       | 07.01.1999 | 192    | przyjmujący  |
| 5  | Juan Barrera         | 21.05.1999 | 202    | atakujący    |
| 6  | Tomasz Polczyk       | 13.02.1997 | 193    | przyjmujący  |
| 7  | Łukasz Rymarski      | 05.02.1997 | 205    | środkowy     |
| 13 | Emil Narkowicz       | 02.10.2002 | 197    | środkowy     |
| 14 | Bartosz Dzierżyński  | 13.11.1996 | 183    | libero       |
| 16 | Adam Miniak          | 06.07.1998 | 201    | środkowy     |
| 19 | Patryk Mendel        | 27.03.1998 | 197    | przyjmujący  |
| 22 | Łukasz Szarek        | 22.02.1990 | 200    | atakujący    |
| 23 | Jędrzej Kaźmierczak  | 23.09.2000 | 200    | środkowy     |
| 26 | Wojciech Malinowski  | 27.02.2004 | 182    | libero       |
| 62 | Grzegorz Jacznik     | 09.07.1998 | 195    | rozgrywający |
|    | Błażej Bień          | 03.11.2005 | 188    | rozgrywający |

## Obcokrajowcy w zespole
| Lata gry            | Imię i nazwisko           | Pozycja                |
| ------------------- | ------------------------- | ---------------------- |
| 2005-2006           | David Ferguson            | środkowy               |
| 2005-2008           | Andrew Grant              | środkowy               |
| 2006-2007           | Stanislav Vartovník       | przyjmujący            |
| 2009-2010           | Richard Lambourne         | libero                 |
| 2007-2012           | Michal Červeň             | środkowy               |
| 2007-2011           | Martin Sopko              | przyjmujący            |
| 2010-2013 2020-2022 | Michal Masný              | rozgrywający           |
| 2010-2012           | Antti Siltala             | przyjmujący            |
| 2011-2013           | Stéphane Antiga           | przyjmujący            |
| 2013-2014           | Yasser Portuondo          | przyjmujący            |
| 2013-2014           | Carson Clark              | atakujący              |
| 2013-2014           | Garrett Muagututia        | przyjmujący            |
| 2013-2014           | Maikel Moreno Salas       | rozgrywający           |
| 2014-2015           | Andrew John Nally         | przyjmujący            |
| 2014-2015           | Konstantin Čupković       | przyjmujący            |
| 2014-2015           | Justin Duff               | środkowy               |
| 2014-2015           | Steven Marshall           | przyjmujący            |
| 2015-2016           | Murilo Radke              | rozgrywający           |
| 2015-2016           | Kévin Klinkenberg         | przyjmujący            |
| 2016-2017           | Milan Katić               | przyjmujący            |
| 2016-2017 2021-2022 | Igor Yudin                | atakujący, przyjmujący |
| 2017                | Henrique Parreira Batagim | przyjmujący            |
| 2017-2018           | Edgardo Goás              | rozgrywający           |
| 2017-2018           | Metodi Ananiew            | przyjmujący            |
| 2017-2018           | Ewgenios Gortsaniuk       | przyjmujący            |
| 2018-2019           | Maksim Marozau            | środkowy               |
| 2018-2019           | Raphael Margarido         | rozgrywający           |
| 2018-2019           | Nikola Kovačević          | przyjmujący            |
| 2019-2020           | Tonček Štern              | atakujący              |
| 2019-2020           | Gonzalo Quiroga           | przyjmujący            |
| 2020-2022           | Jan Galabov               | przyjmujący            |
| 2020-2021           | Jewgienij Karpiński       | atakujący              |
| 2022-2023           | Max Elgert                | rozgrywający           |

## Trenerzy
| Lata      | Imię i nazwisko       |
| --------- | --------------------- |
| 2005      | Paweł Blomberg        |
| 2006-2007 | Wiesław Popik         |
| 2007-2008 | Rastislav Chudík      |
| 2008-2011 | Waldemar Wspaniały    |
| 2011-2013 | Piotr Makowski        |
| 2013      | Marian Kardas         |
| 2013-2015 | Vital Heynen          |
| 2015-2017 | Piotr Makowski        |
| 2017      | Dragan Mihajlović     |
| 2017-2019 | Jakub Bednaruk        |
| 2019-2020 | Przemysław Michalczyk |
| 2020-2022 | Marcin Ogonowski      |
| 2022-     | Michal Masný          |

## Europejskie Puchary
| Rozgrywki                  | Runda | Przeciwnik          | Wyniki                                                                                    |
| -------------------------- | ----- | ------------------- | ----------------------------------------------------------------------------------------- |
| 2012/2013 Puchar CEV       | 1/16  | Halkbank Ankara     | 3:0 (25:22, 25:22, 29:27) 2:3 (21:25, 22:25, 25:21, 25:18, 14:16) Złoty set: 8:15         |
| 2012/2013 Puchar Challenge | 1/16  | Hapoel Mate Asher   | 3:0 (25:12, 25:15, 25:9) 3:0 (25:17, 25:21, 25:18)                                        |
| 2012/2013 Puchar Challenge | 1/8   | Moerser SC          | 3:0 (25:14, 27:25, 25:20) 3:1 (25:17, 21:25, 25:12, 25:17)                                |
| 2012/2013 Puchar Challenge | 1/4   | Radnički Kragujevac | 0:3 (16:25, 26:28, 16:25) 3:0 (25:20, 25:17, 25:19) Złoty set: 15:11                      |
| 2012/2013 Puchar Challenge | 1/2   | Ural Ufa            | 1:3 (19:25, 23:25, 25:22, 24:26) 3:2 (25:18, 21:25, 22:25, 25:21, 15:12) Złoty set: 12:15 |

## Sponsorzy
- Enea
- Miasto Bydgoszcz
- Z.P.U. WIJMAR
- Nitrochem S.A.
- TFI Idea
- hurtownia narzędzi Visła
- Proline
- Galeria Pomorska